# Abbaye de Stratford Langthorne
L’abbaye de Stratford Langthorne, également appelée abbaye de West Ham, est une ancienne abbaye savignienne puis cistercienne localisée à West Ham. Fondée en 1135, elle est à l'époque située dans l'Essex ; elle serait située au XXIe siècle dans le borough londonien de Newham, dans la partie orientale du Grand Londres. Cependant, fermée par la dissolution des monastères en 1538, elle est entièrement détruite par la suite et son souvenir n'est plus rappelé que par quelques vestiges dispersés.

## Localisation et toponymie
L'abbaye était située entre la rivière Channelsea et Leywick Street , notamment sur l'emplacement actuel de la station de métro Abbey Road. 

## Histoire

### Fondation
L'abbaye est officiellement fondée le 25 juillet 1135 par des moines savigniens. Le site originel de la fondation est localisé à Great Burstead (en) mais, dès 1140, la communauté se déplace dans le site définitif. Le premier comme le second sont des dons effectués par Guillaume de Montfichet, petit-fils de Robert Gernon qui a accompagné Guillaume le Conquérant en 1066 et qui détenait 44 manoirs dans l'Essex (dont une bonne partie à West Ham). La donation initiale comprend onze acres (soit quatre hectares et demi) de prairies, deux moulins, un bois, ainsi que la redevance d'une dîme,.
Plusieurs autres dons effectués par des nobles des environs sont octroyés à l'abbaye ; ils sont confirmés par Henri II. En 1147, Savigny rejoint la filiation de Clairvaux avec toute sa congrégation, dont Stratford Langthorne qui est donc rattachée à l'Ordre cistercien,.

### Développement
A posteriori, au cours du XIVe siècle, la couronne anglaise se considère progressivement comme l'héritière du fondateur Guillaume de Montfichet puisque ce dernier est mort sans descendance. Elle s'érige donc en protectrice tutélaire de Stratford Langthorne, ce lien particulier étant formalisé le 24 mai 1397 par Richard II. Cette protection implique cependant des contreparties, et l'abbaye est parfois sollicitée pour fournir des biens et des services à des personnes que le roi souhaite récompenser ou réconforter. L'absence de lignée aristocratique liée à l'abbaye fait que celle-ci n'héberge que de très rares sépultures ; certaines sources anciennes affirment que Humphrey de Bohun est enterré à Stratford Lagthorne à sa mort en 1336, mais celui-ci est mort en 1322 et enterré à York.
Richard Cœur de Lion octroie deux chartes à l'abbaye, la première le 15 septembre 1189, la seconde le 7 décembre de la même année. Ces deux documents définissent les droits dont jouit l'abbaye et les possessions qui sont les siennes ; il les confirme à nouveau par une ratification du 24 octobre 1198. ces possession, ainsi que d'autres, sont confirmées et agrandies respectivement par Jean sans Terre le 3 juin 1203, Henri III le 14 mai 1253. À la fin du XIIIe siècle, Stratford Langthorne est une des plus riches abbayes d'Angleterre. En 1291, le temporel s'élève à la somme de deux cent dix livres, ce qui est considérable. La prospérité financière de l'abbaye n'empêche pas certaines périodes de crise. Au début du XIVe siècle, à la fin du règne d'Édouard Ier, s'est lourdement endettée auprès d'un usurier ; sur l'intercession de la reine-mère, le roi aide l'abbaye à honorer ses dettes. Rien qu'à West Ham, à l'apogée de sa prospérité, l'abbaye possède une vingtaine de bâtiments, et environ 1 500 acres (plus de six cents hectares) de terrain. Si sur le plan matériel l'abbaye est très prospère, elle n'a qu'un rayonnement spirituel relativement faible et ne fonde jamais d'abbaye-fille.
Sa richesse vaut à l'abbaye de recevoir des visiteurs de marque. En 1267, le légat du pape vient pour y rencontrer Henri III et y conclure un accord de paix avec ses barons. En 1411 et 1412, Henri IV y séjourne à plusieurs reprises. En 1501, l'abbé est une des personnes désignées pour accueillir à Londres Catherine d'Aragon. Le 10 septembre 1533, son successeur William Huddlestone concélèbre le baptême d'Élisabeth Ire et, en novembre 1537, alors que le mouvement de dissolution des monastères a déjà commencé, il participe également aux funérailles de Jeanne Seymour. Cette fonction d'accueil est toutefois surtout pour l'abbaye une charge, notamment parce que tous les religieux de l'Ordre devant passer ou résider à Londres l'utilisaient comme point de chute. En 1218, le chapitre général est obligé de statuer qu'aucun cistercien, moine ni convers, n'est autorisé à demeurer plus de trois jours à Stratford Langthorne ; l'année suivante, la même instance précise que les personnes de passage doivent apporter leur boisson et la nourriture de leurs bêtes.
En 1381, l'abbaye est assez largement victime de la Révolte des paysans, durant laquelle non seulement elle est pillée mais de nombreux documents sont brûlés. Vers cette même date, des inondations l'endommagent et l'abbaye doit faire appel à l'aide de la Couronne.

### Liste des abbés connus
- Henry, attesté en 1169
- William, attesté en 1192
- Benedict, de 1199 à 1218
- Richard, attesté en 1218 et 1235
- Hugh, attesté en 1237 et 1254
- John, attesté en 1272
- Robert, attesté en 1286 et 1288
- Henry, attesté en 1292
- Richard, attesté en 1311, 1316, 1327 et 1333
- William, attesté en 1340, 1342, mort en 1348 ou 1349
- John, attesté en 1351
- William, attesté en 1358
- Herman, attesté en 1385 et 1403
- Richard Knotte, attesté en 1415
- William Wombwell ou Wymbyll, attesté en 1440 et 1457
- John Reyseld ou Reyfeld, attesté en 1460 et 1463
- Hugh Watford, attesté en 1466 et 1480
- William Hyccheman, attesté en 1510, 1514 et 1516
- William Etherway, élu en 1516 et attesté en 1523
- William Huddlestone, élu en 1524, dernier abbé[6]

### Fin de l'abbaye
Le 18 mars 1538, l'abbaye est confisquée par le roi Henri VIII ; elle compte à cette date quinze moines, en y intégrant l'abbé. Les différents biens de l'abbaye sont partagés entre plusieurs nobles proches de la Couronne.
Après la dissolution, les bâtiments non directement monastiques ne changent guère de destination : dans les derniers temps du monachisme, ils étaient déjà occupés par des laïcs. L'abbaye elle-même est donnée à Peter Meautis (ou Mewtas), qui devient par la suite ambassadeur en France. Durant les deux siècles suivants, la propriété est partagée entre plusieurs bénéficiaires. En 1732, la brasserie Adam & Eve est construite sur le site. En 1784, afin de créer une extension de l'établissement, le nouveau brasseur Thomas Holbrook va jusqu'à enlever les pierres de fondation de l'abbaye pour les réutiliser. En 1840 puis en 1870 enfin, le site est coupé par des lignes ferroviaires effaçant jusqu'au souvenir du monastère. Cependant, à la fin du XXe et au début du XXIe siècles, des fouilles archéologiques ont permis de mettre au jour des vestiges de l'abbaye (fondations de l'abbatial, éléments architecturaux, sépultures, etc.) ainsi que des traces d'occupations humaines antérieures (préhistoriques et romaines notamment). 